# Estación de Valencia-Joaquín Sorolla
Estación de Valencia-Joaquín Sorolla egy fejpályaudvar Spanyolországban, Valencia településen. Része a spanyol nagysebességű vasúthálózatnak.

## Vasútvonalak
Az állomást az alábbi vasútvonalak érintik:
- Madrid–Levante nagysebességű vasútvonal
- Valencia–Alicante-vasútvonal

## Kapcsolódó állomások
A vasútállomáshoz az alábbi állomások vannak a legközelebb:
- Estación de Requena-Utiel